# Lager Blankenfelde-Nord

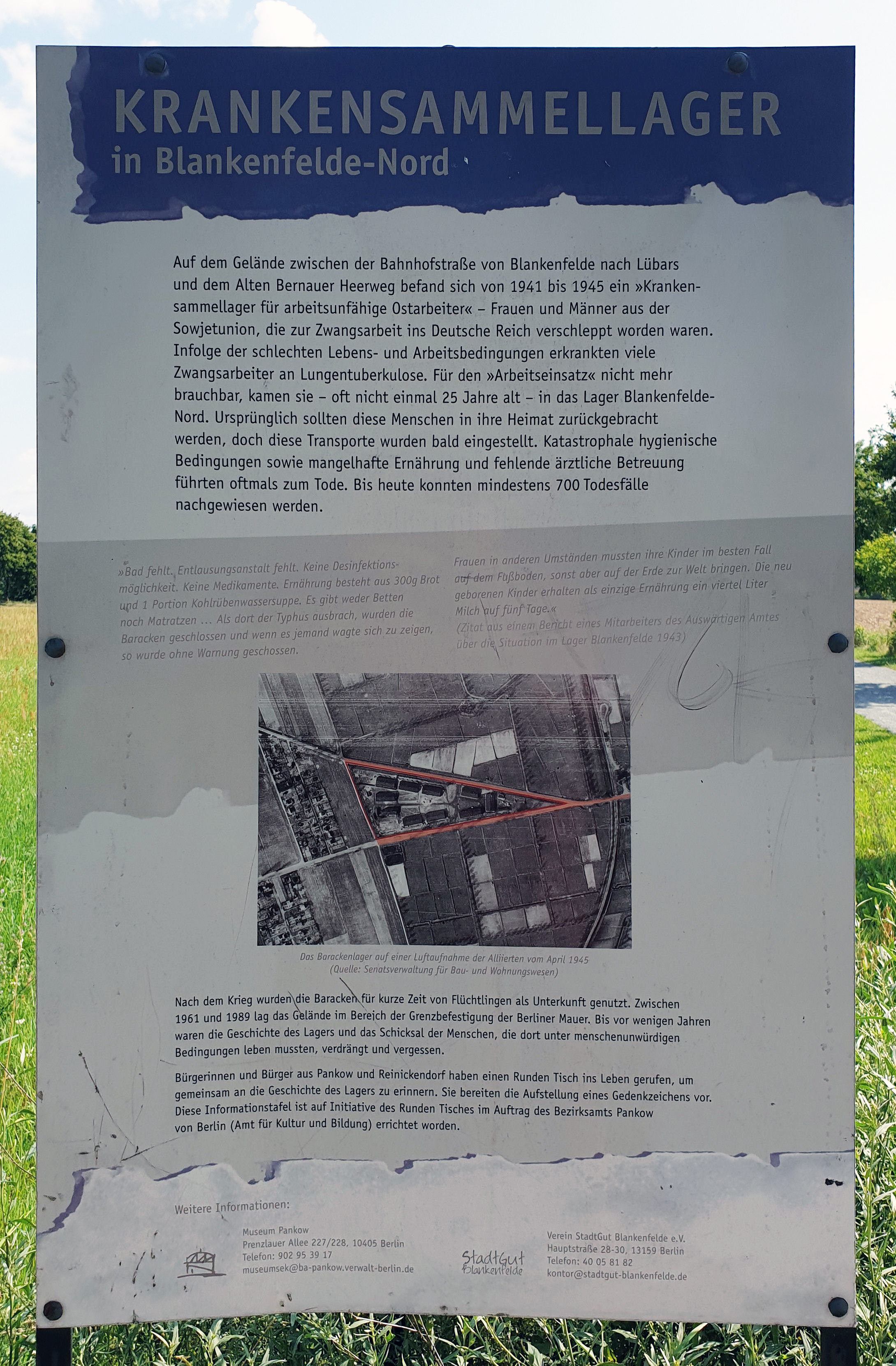
Gedenktafel am Alten Bernauer Heerweg, in Berlin-Lübars

Das Krankensammellager Blankenfelde in Berlin-Blankenfelde, zwischen der Bahnhofstraße und dem Alten Bernauer Heerweg gelegen, war von 1941 bis 1945 ein verschleiernd „Krankensammellager für arbeitsunfähige Ostarbeiter“ genanntes Lager, in dem Männer und Frauen aus der Sowjetunion, die zur Zwangsarbeit ins Deutsche Reich deportiert worden waren und die als nicht mehr verwendbar für den „Arbeitseinsatz“ angesehen wurden, bis zum Tod eingesperrt wurden, bzw. werden sollten.

## Geschichte
Sie waren auch in diesem Lager durch den NS-Staat katastrophalen hygienischen Bedingungen, mangelhafter Versorgung und fehlender ärztlicher Betreuung ausgesetzt. Wenn der Lagertitel Krankensammellager als Tarnbegriff verstanden wird, fügt sich das Lager und die darin erfolgte Nichtversorgung von kranken Arbeitskräften in die NS-Politik der Vernichtung durch Arbeit ein. Bis heute sind mindestens 700 Todesfälle nachweislich bekannt. Nur das Kriegsende konnte den Tod einiger der hier Gefangenen verhindern.
Mindestens 80.000 Menschen seien durch das „Lager“ geschleust worden, solange es als Durchgangslager für Zwangsarbeiter genutzt wurde, die von hier aus über das Deutsche Reich verteilt worden seien.
Noch früher habe die Reichsbahn auf dem Gelände direkt an der Heidekrautbahn von ihr eingesetzte Zwangsarbeiter untergebracht. Auch Kriegsgefangene und Häftlinge der Gestapo waren früher hier zeitweise gefangen.
Von den Holzbaracken, die hier standen, ist nichts mehr zu sehen. Lediglich einige Fundamentreste konnten von einer Initiative für einen Gedenkort freigelegt werden. Außer einer Luftaufnahme sind bisher auch keine Bilder aus dem Lager aufgetaucht.
Doch es gibt Zeitzeugenberichte, die Bernhard Bremberger ausgewertet hat. Der Kulturhistoriker forscht seit der Jahrtausendwende zu Zwangsarbeit in Berlin.
Am 21. April 2023 wurde das ehemalige Lager zum Bodendenkmal erklärt.